# Éric Bartecheky
Éric Bartecheky, né le 30 juillet 1972 à Châlons-en-Champagne en France, est un entraîneur français de basket-ball.

## Biographie
Il commence sa carrière comme joueur à l'ESPE Basket Châlons-en-Champagne lors de la saison 1991-1992, puis est entraîneur du centre de formation de ce même club de 1996 à 2004.
En 2015, il remplace Claude Bergeaud au poste d'entraîneur de l'équipe de Pau-Orthez.
En 2017, il quitte l'Élan béarnais pour devenir entraîneur de l'équipe du Mans.
Pour sa première saison à la tête du Mans, il devient champion de France de Pro A en 2018.
En juin 2019, il rejoint le BCM Gravelines-Dunkerque. Mais il est limogé en 2020, faute de résultats et d'une probable relégation avec seulement 6 victoires en 23 rencontres.
En mars 2021, Laurent Vila, entraîneur de Pau-Orthez est démis de ses fonctions alors que le club venait d'enchaîner 10 défaites consécutives et était classé avant-dernier du championnat.
Il est donc remplacé par Bartecheky qui aide le club à se maintenir en première division. 
Lors de la saison 2021-2022, le club remporte la coupe de France et participe aux playoffs. Toutefois, Pau-Orthez est retrogradé en deuxième division au terme de la saison 2022-2023. À l'issue de la saison 2023-2024, Pau-Orthez, 7e de la saison régulière, se qualifie pour les playoffs d'accession à la première division mais est battu en quart de finale. Bartecheky est alors suspendu par le club.